# Nissan Bevel
Nissan Bevel (яп. 日産・ベベル бэбэру) — концепт утилитарного кроссовера, созданный североамериканским дизайнерским подразделением японской компании Nissan в 2007 году. Презентация модели прошла на Детройтском автосалоне в январе 2007 года. Серийной модели на базе концепта создано не было, а сам прототип был разработан как основа для элементов дизайна будущих моделей компании.
Обладающий асимметричным и весьма причудливым внешним видом, Bevel является воплощением концепции автомобиля для трудолюбивых мужчин среднего возраста, в котором упор сделан на многофункциональности и грузовой вместительности. Интерьер модели предназначен в первую очередь для перевозки грузов, визуально подразделяясь на три зоны: водительскую зону, зону управления и хозяйственную зону. Концепт оставил весьма полярные мнения о себе различных изданий — их диапазон шёл от сравнения концепта с «Фургончиком Тайн» из мультсериала «Скуби-Ду» до отождествления его с «продуктом работы кишечника».
В марте 2022 года Bevel был уничтожен в центре утилизации автомобилей в штате Теннесси.

## Концепция
Модель рассчитана на людей, которые, согласно официальному пресс-релизу Nissan, игнорируются автомобильной индустрией — бездетных (или тех, у которых дети взрослые) мужчин возрастом от 45 до 60 лет, уделяющих много внимания своим хобби, общественной работе и путешествиям. Как заявил Брюс Кэмпбелл, вице-президент по дизайну Nissan Design America, такие люди являются «героями каждого дня», готовыми помочь соседям, друзьям или даже незнакомцам. Такие люди, согласно пресс-релизу, уже не хотят тяжёлый пикап, а из-за отсутствия семьи им не нужен многоместный автомобиль. Согласно расчётам Nissan, они в 90 % случаев ездят на своём автомобиле в одиночку. Поскольку их жизнь вращается вокруг личных интересов, которыми обычно являются хобби и работа, связанная с физическим трудом, им нужно лишь расширение своих мастерских, гаражей и ящиков с инструментами. Такие люди хотят автомобиль, который мог бы перевозить все их инструменты разом.
Nissan также представила своё видение автомобильных сегментов будущего: автомобили будут разделены по так называемым «жанрам», где «каждый продукт будет более специализированным и более сфокусированным, а автомобили будут гораздо ближе к многомерным аспектам целевых покупателей». Nissan Bevel представляет собой видение будущего спортивного внедорожника, выходящее, как утверждается в пресс-релизе, «далеко за рамки существующих стереотипов». Концепт является многоцелевым автомобилем, который можно использовать при любой деятельности и при любой возможности. В случае необходимости автомобиль может справиться и с перевозкой целой семьи, его вместимость позволяет это осуществить. Bevel не планировали сделать серийной моделью, однако он должен был продемонстрировать общее направление дизайнерской мысли Nissan, а также стать основой для дизайна некоторых элементов экстерьера и интерьера будущих моделей компании.
Разработкой Bevel занималось дизайнерское бюро Nissan Design America, Inc., расположенное в районе Ла-Холья города Сан-Диего, штат Калифорния. Первая фотография концепта была загружена в сеть изданием Carview 5 января 2007 года, а презентация концепта состоялась на Детройтском автосалоне, проходившем с 7 по 21 января 2007 года. Вместе с Bevel Nissan привезла на выставку серийную модель Rogue. По словам Брюса Кэмпбелла, Rogue и Bevel оба нацелены на одних и тех же людей, но в разные периоды жизни. Rogue нужен тем, кто только начинает свою взрослую жизнь, у кого только появились дети и резко возросли карьерные обязанности. Покупатели Bevel уже прошли эту стадию, у них осталось больше свободного времени, которое они посвящают личным интересам и различным хобби. Само слово «Bevel» в названии прототипа переводится дословно как «скос». Компания, по словам российского издания «Драйв», закладывала в название автомобиля смысл слов «косой» и «скошенный», отражая в этих понятиях причудливый внешний вид концепта.

## Дизайн и конструкция

### Экстерьер и оснащение

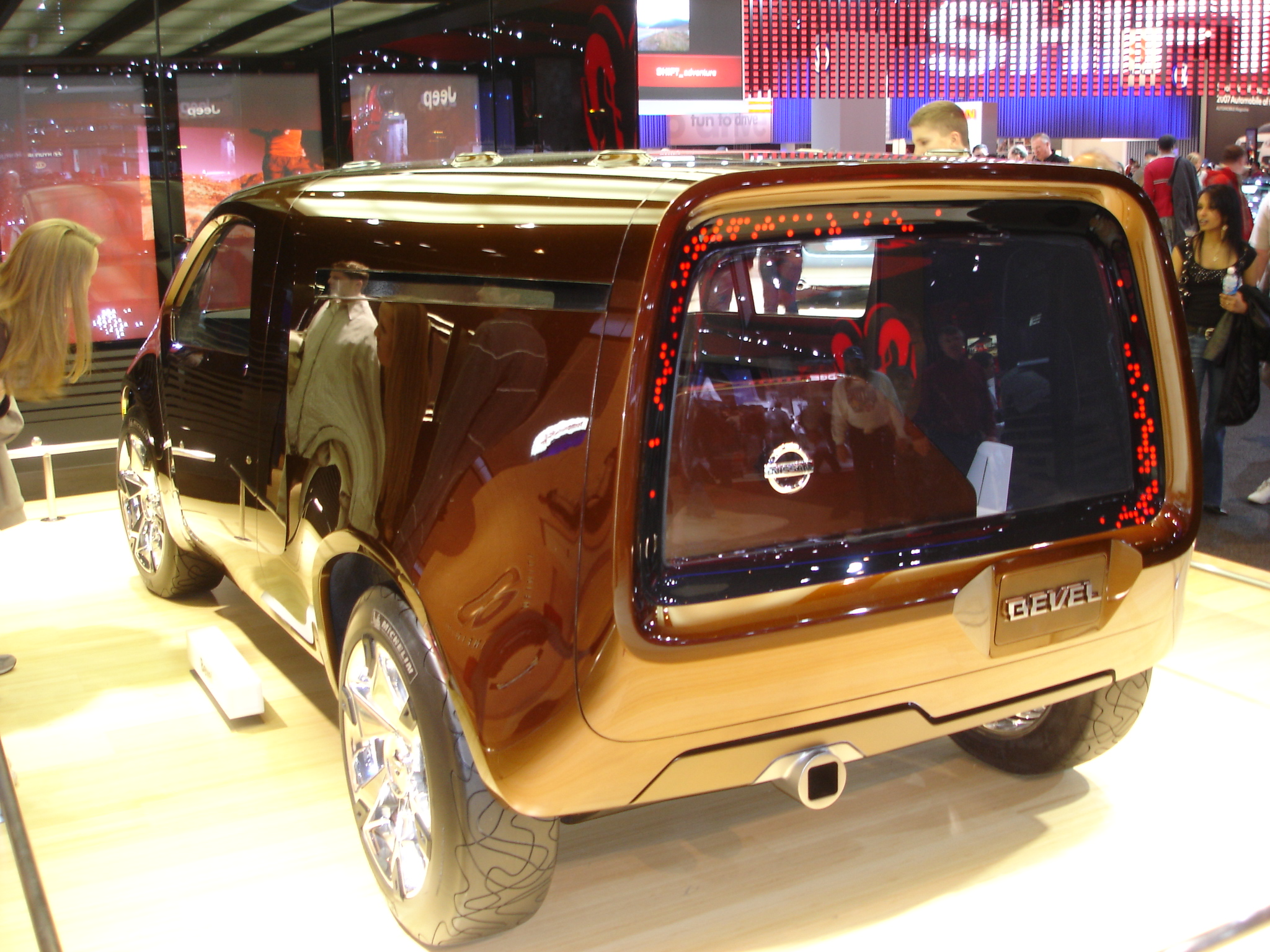
Вид сзади

Как заявлено в официальном пресс-релизе, Bevel — это «динамичный, многоцелевой автомобиль, созданный для того, чтобы улучшить любую деятельность и любую возможность». Сама компания относит автомобиль к классу SUV (то есть к категории кроссоверов и внедорожников). Издания Car and Driver и «Драйв» употребляли в отношении прототипа термин «кроссовер». Колёсная база автомобиля составляет 115,4 дюйма (примерно 2921 мм), что делает её длиннее кроссовера Murano, но короче минивэна Quest. Длина автомобиля составляет 173,2 дюйма (4394 мм), ширина — 75 дюймов (1905 мм). Высота модели на три дюйма меньше, чем у Murano — 63,8 дюймов (1600 мм) против 66,5, но из-за низкого порога багажной двери погрузочная высота у моделей одинаковая.
Экстерьер модели обладает рядом особенностей: низкая передняя часть автомобиля и большое лобовое стекло, большие колесные диски с 20-дюймовыми колесами и шинами 245/55 R20 от фирмы Michelin. Колеса имеют резиновые вставки по краям, визуально расширяющие шины и защищающие их от повреждений на обочинах. Основной особенностью внешней части автомобиля является её асимметричность — водительская и пассажирская стороны модели различаются количеством дверей и окон. Дверь со стороны водителя очень длинная и поворачивается на специальной четырехшарнирной двухпозиционной петле. На этой двери расположено большое окно, которое улучшает обзорность водителю. Задняя часть боковины кузова со стороны водителя цельная, за исключением одного очень узкого горизонтального окна сверху. С пассажирской стороны кузова Bevel расположены две двери, причем задняя дверь открывается назад. Если открыть обе двери, то дверной проём будет составлять 67,3 дюйма (170 см) от A-стойки до C-стойки, чего будет более чем достаточно для погрузки вещей и материалов. Компания заявляет, что в автомобиль через боковые двери поместится модель длиннокрылого радиоуправляемого самолета. Асимметричность концепта не является его уникальной особенностью — эта идея уже была опробована на тот момент на серийной модели Cube, продававшемся тогда исключительно в Японии.
На задней части автомобиля находится огромная багажная дверь, закреплённая на горизонтальных петлях и занимающая почти всю заднюю стенку концепта. При открытии высота от земли до задней двери будет составлять около 74 дюймов (187 см), что позволяет даже рослому человеку без труда стоять под ней. Внутри присутствует ещё одна дверка поменьше, занимающая примерно половину ширины кузова. Она откидывается наружу автомобиля и может быть использована как верстак или как место, на которое можно сесть или даже встать. При необходимости эту дверку можно снять со своего места, если она не нужна. Брюс Кэмпбелл заявил: «создавая Bevel, мы изучали, как герои каждого дня используют свои автомобили — что перевозят, размер грузов, какая им нужна защита от дождя при работе на улице. Наличие задней двери, под которой может стоять человек ростом 6 футов и работать под ней, значительно повышает круглогодичную практичность автомобиля». На крыше автомобиля расположен панорамный люк асимметричной формы, а также шесть белых шестиугольных «шайб» с крючками, позволяющих перевозить на крыше до 113 кг различного груза (по сравнению с 27 кг у традиционных багажных систем на крышах автомобилей). Также в крышу встроены солнечные батареи, от которых заряжается аккумулятор и питаются розетки в салоне.
Создатели также предусмотрели, чтобы экстерьер модели не отличался большим количеством «визуальных отвлекающих элементов», из-за чего модель снаружи выглядит минималистично. Передние жидкокристаллические фары автомобиля и противотуманные фары проекционного типа встроены в его решётку радиатора, а задние фонари, расположенные один сверху слева и другой снизу справа, скрыты под чёрной краской в багажной двери (их можно увидеть на фото слева). Наружные зеркала заднего вида также отсутствуют — вместо них применяются отключаемые камеры с оптоволоконным соединением. Ручек дверей в их привычном виде у автомобиля тоже не существует — компания вместо этого предусмотрела сенсорные панели, интегрированные в корпус дверей. Держатель для номерного знака был утоплён в корпус автомобиля, а выхлопная труба была размещена так, чтобы она не выделялась из общего вида задней части кузова. Брюс Кэмпбелл заявил: «наша цель при разработке экстерьера Bevel заключалась в том, чтобы максимизировать функциональность и свести к минимуму использование визуальных отвлекающих элементов, таких как дверные ручки, большие выхлопные трубы или броская подсветка». Кэмпбелл также считает, что «мелкие детали должны отражать тему утилитарности Bevel», поэтому в дизайне автомобиля во многих местах используются шестиугольники — в колесах, решетке радиатора и вентиляционных отверстиях дисковых тормозов. Согласно пресс-релизу, фигура шестиугольника очень похожа на инструмент или розетку, что очень хорошо подходит к таким качествам концепта, как его утилитарность и многофункциональность.
Ещё одной деталью экстерьера является отсутствие у автомобиля крышки капота. Причиной этого является отсутствие внутри него двигателя. Согласно заявлениям компании, на модель должен ставиться «небольшой, но эффективный двигатель V6» (в официальном пресс-релизе указан объём в 2,5 литра и возможность превращения силовой установки в гибридную). Присутствовавший на Детройтском автосалоне представитель Nissan Тим Галлахер заявил газете The New York Times, что в Bevel акцент в первую очередь сделан на дизайне, а не на технической составляющей автомобиля, поэтому двигатель модели попросту не имел значения. Также, по его словам, отказ от разработки и размещения на концепте двигателя позволяет снизить стоимость разработки прототипа. Редакция The New York Times также заявила, что на автомобильных выставках открытие капота у автомобилей является вовсе не обязательным действием и что пожарные нормы часто требуют, чтобы силовые установки выставочных моделей были отключены. Брюс Кэмпбелл заявил, что на Bevel должен устанавливаться самый экономичный в своём классе двигатель V6, поскольку, по его словам, потенциальные покупатели Bevel будут заинтересованы не только в производительности, но и в экономичности двигателя. Согласно официальному пресс-релизу, в паре с этим двигателем должна идти бесступенчатая трансмиссия. Какой у концепта тип привода — официально не раскрывалось.

### Интерьер
Салон модели дизайнеры визуально и функционально разделили на три зоны, каждая имеет своё предназначение. Первая зона — зона комфорта, то есть область вокруг сиденья водителя. Водительское кресло с кожаной обивкой не обладает никакими регулировками, однако у водителя имеется другое преимущество — часть пола слева от кресла прикреплена к водительской двери, поэтому при её открытии эта часть пола сдвигается наружу, что обеспечивает удобство водителю при посадке в автомобиль и высадке из него. Приборная панель при открытии двери перемещается вперёд (к капоту) на 10 см и чуть в сторону, что оставляет водителю больше места для входа в автомобиль и выхода из него. За счёт переконструированных систем рулевого управления и управления тормозами, переделанных из механических в проводные, удалось не только создать подвижную панель приборов, но и сдвинуть переднюю панель в салоне на 300 мм вперёд по сравнению с её изначально спроектированным положением, что добавило больше места для ног водителю и потенциальному переднему пассажиру.
Вторая зона — «командный центр» автомобиля, то есть центральная консоль, целью которой, как написано в пресс-релизе, является «связь водителя с внешним миром». Панель приборов и кнопки управления на центральной консоли полностью цифровые. На небольшие жидкокристаллические дисплеи, расположенные по краям приборной панели, выводятся изображения с вышеупомянутых боковых камер заднего вида. На дисплее центральной консоли можно настраивать размер изображения и шрифт текста, а также переключаться между пятью информационными меню с помощью кнопок управления, находящихся рядом. Также на центральной консоли располагается рычаг управления бесступенчатой коробкой передач. Как уже было сказано выше, на центральную консоль можно вывести одно из пяти меню с различной информацией и настройками. Меню «Развлечения» позволяет водителю получить доступ к настройкам телефона, прогнозу погоды, информации о состоянии дорожного движения, Интернету, электронной почте и музыке. Что касается последнего, то Bevel может воспроизводить музыку с MP3-плеера и компакт-дисков, а также принимать сигнал спутникового радио. Из меню «Дом» водитель может получить доступ к дистанционному управлению своим домом и контролировать такие аспекты, как замки на дверях, система безопасности, отопление, кондиционирование, электроприборы, освещение комнат и гаражные ворота. Остальными тремя меню являются информация о состоянии автомобиля, климат-контроль и навигация. В комплектации концепта также предусмотрен специальный беспроводной планшетный компьютер, позволяющий подключаться ко всем меню управления, находясь вдали от автомобиля.
Третья и самая большая зона интерьера — это так называемая «хозяйственная зона», которая фактически занимает всю оставшуюся часть салона. Помимо водительского кресла, в салоне предусмотрены ещё сиденье для переднего пассажира и задний ряд сидений. Все эти сиденья обладают алюминиевым каркасом и обшиты долговечной тканью, а их ровная спинка сделана из того же материала, что и пол автомобиля. Это было сделано из-за того, что, по задумке инженеров компании, все эти сиденья в большинстве случаев будут не нужны, поэтому в сложенном виде они должны образовывать с багажником ровный пол, что позволит перевозить в автомобиле крупногабаритный груз. По словам Брюса Кэмпбелла, Nissan Bevel можно использовать как вторую мастерскую или как второй гараж. Материал, из которого изготовлен пол автомобиля и спинки кресел — древесина грецкого ореха. Это позволяет создать на полу прочную поверхность, напоминающую верстак. Брюс Кэмпбелл прокомментировал такое решение следующим образом: «наша идея заключается в том, чтобы окружить водителя высоким уровнем комфорта и роскоши, но остальная часть Bevel предназначена для того, чтобы пачкаться и оставлять следы. В задней части Bevel вы не найдете подстаканников или ламп для чтения, потому что вы, скорее всего, будете перевозить электропилы, а не пассажиров». В багажнике автомобиля также размещены ряд отсеков и крючков для крепления. Создатели концепта не обошли стороной и перевозку домашних животных в автомобиле: в багажнике размещена большая съёмная переноска для собак, а рядом с местом переднего пассажира имеется 360-градусное шарнирное крепление для поводка. Также в багажнике расположены две розетки — одна классическая на 12 вольт и вторая на 110 вольт — это стандартное напряжение в электросетях американских домов.

## Оценки
Дизайн концепта вызвал неоднозначные реакции у различных изданий. Газета The New York Times охарактеризовала прототип как «игрушку из манги Matchbox с нотками насадки для пылесоса, сияющую водянистым желто-бронзовым блеском», причём цвет автомобиля отождествили с симптомом почечного заболевания. Журнал Car and Driver сравнил Bevel с «Фургончиком Тайн» (англ. Mystery Machine) из мультсериала «Скуби-Ду», назвав его «самым весёлым концептом на выставке». Общая характеристика была дана следующая: «отчасти машина любви 1970-х и отчасти транспортная капсула Бака Роджерса, Bevel — это кроссовер не только по вдохновению, но и по исполнению». Издание Motortrend обнаружило некоторые сходства между Bevel и серийной моделью Cube, продававшейся в то время лишь в Японии, заявив, что на первый взгляд Bevel напоминает прототип Cube следующего поколения». Британский журнал Car назвал модель «концепт-каром, который заставит швейцарский армейский нож выглядеть одномерным». Редакция журнала высказала предположение, что при заезде на тесную многоэтажную парковку Bevel с большой вероятностью попадёт в ДТП. Ещё одно британское издание, Top Gear, присвоило Bevel звание «Самый странный концепт на выставке», посчитав, что автомобиль, если следовать его концепции, будут активно эксплуатировать в течение двух недель, а затем закроют в гараже, чтобы он «собирал опилки до конца вечности». Издание Carscoops отнеслось к концепту крайне негативно, заявив следующее: «можно было бы сказать, что это напоминает продукт работы кишечника, но, судя по всему, у некоторых людей просто закончились идеи».

## Уничтожение
14 марта 2022 года Bevel, вместе с концептом Quest 2002 года, был уничтожен в центре утилизации автомобилей в штате Теннесси, США. Как заявил представитель американского подразделения компании, состояние прототипа за 15 лет сильно ухудшилось, что сделало невозможным его дальнейшее хранение в коллекции Heritage. По словам очевидца, на момент уничтожения Bevel был в достаточно хорошем состоянии: концепт нуждался лишь в мойке кузова и химчистке салона, а также подкачке шин.